# Barcebalejo
Barcebalejo es una localidad de la provincia de Soria, partido judicial de El Burgo de Osma, comunidad autónoma de Castilla y León, España. Pueblo de la comarca Tierras del Burgo que pertenece al municipio de Burgo de Osma-Ciudad de Osma.
Desde el punto de vista jerárquico de la Iglesia católica forma parte de la diócesis de Osma la cual, a su vez, pertenece a la archidiócesis de Burgos.

## Geografía

Término municipal de El Burgo de Osma

Confina por el norte con Barcebal, por el este con Velasco, por el sur con El Burgo y por el oeste con el río Ucero.

## Demografía
En el año 1981 contaba con 86 habitantes, concentrados en el núcleo principal, pasando a 44 en 2008.

## Historia
En el censo de 1879, ordenado por el conde de Floridablanca,  figuraba como lugar  del Partido de Osma en la Intendencia de Soria,  con jurisdicción de señorío y bajo la autoridad del alcalde pedáneo, nombrado por el duque de Uceda. Contaba con 117 habitantes.
Sebastián Miñano  lo describe a principios del siglo XIX como lugar, conocido entonces como Barcevalejo  de señorío en el partido de Osma, obispado de Osma, con alcalde pedáneo, 30 vecinos, 194 habitantes; una parroquia que tiene por aneja la de Barcebal.
A la caída del Antiguo Régimen la localidad se constituye en municipio constitucional, conocido entonces como Barcevalejo, en la región de Castilla la Vieja que en el censo de 1842 contaba con 19 hogares y 176 vecinos, para posteriormente integrarse en El Burgo de Osma.